# Hwang Chung-gum
Hwang Chung-gum (11 de septiembre de 1995) es una jugadora de hockey sobre hielo de Corea del Norte.

## Carrera deportiva
Juega como defensora en el club norcoreano Taesongsan de Pionyang desde 2005.

### Campeonatos mundiales
Participó en el equipo norcoreano que jugó en el grupo B de la división I B del campeonato mundial de hockey sobre hielo femenino de 2015, realizado en China. Luego participó en el grupo A de la división II A de los campeonatos mundiales de 2016, realizado en Eslovenia, y de 2017, realizado en Corea del Sur.

### Pyeongchang 2018
Participó en los Juegos Olímpicos de Pyeongchang 2018 junto al equipo de hockey sobre hielo femenino coreano unificado. Es una de las doce jugadoras que se agregaron al equipo surcoreano de 23 jugadoras para los Juegos, tras negociaciones entre ambos gobiernos. Previamente, el Comité Olímpico Internacional permitió que los dos comités olímpicos coreanos, por primera vez en su historia olímpica, formaran un equipo unificado en un deporte. Su primera actuación, y de otras tres compañeras norcoreanas, fue en un partido amistoso contra Suecia, perdiendo 3-1.
En la ceremonia de apertura, portó la bandera de la unificación coreana junto con el piloto de bóbsled surcoreano Won Yun-jong.
El 10 de febrero formó parte del equipo en el primer partido oficial, contra el seleccionado de Suiza. El 12 de febrero fue nuevamente convocada por la entrenadora Sarah Murray.